# Linux Libertine
Linux Libertine is een computerlettertype vallend onder open source en Free Software; het is dubbel gelicenseerd onder de GPL en de OFL. Het is vervaardigd door het Libertine Open Fonts Project met het oogmerk vrije en open alternatieven te bieden naast commerciële lettertypen als Times New Roman. Het is ontworpen met het gratis lettertype-ontwerpprogramma FontForge.
Linux Libertine is een proportioneel schreeflettertype dat oogt als een 19e-eeuwse boekletter, het is echter gemaakt voor hedendaags gebruik. Het heeft meer dan 2000 Unicode-karakters en ondersteunt naast hedendaagse westerse schriftsystemen ook Latijns, Grieks, Cyrillisch en Hebreeuws. Tevens bevat het enkele ligaturen (zoals ff, fi, ct) en speciale karakters als IPA, pijlen, bloemvormen, automatische positionering. Het ondersteunt kerning en vervanging van breukgetallen en ligaturen.
Linux Libertine ondersteunt de standaarden TrueType (.ttf) en OpenType (.otf) en ook de broncode is vrijgegeven. Sinds 2006 zijn de volgende sets beschikbaar:
- Regular
- Bold
- Italic
- Bolditalic
- Small capitals

Het logo van Wikipedia dat gebruikmaakt van Linux Libertine

Het logo van Wikipedia dat in mei 2010 gepubliceerd werd, maakt gebruik van het lettertype Linux Libertine. Omdat de middelste poten tot dan toe gekruist waren en dit niet het geval was bij de 'W' van Linux Libertine, werd er een 'W' met gekruiste poten toegevoegd aan het Lettertype.